# 오사카 예술대학

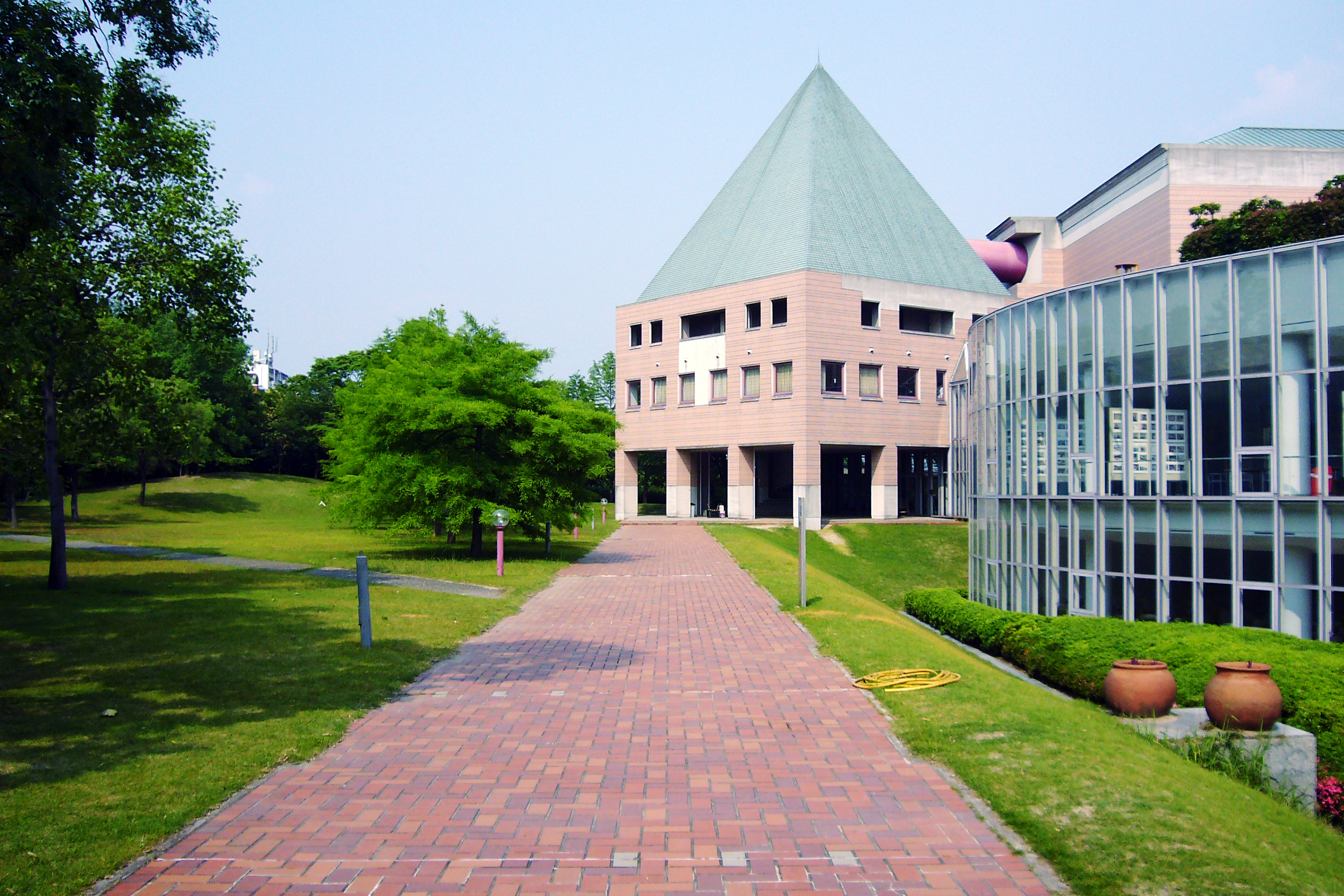
오사카 예술대학 이타미 캠퍼스

오사카 예술대학(일본어: 大阪芸術大学 오사카게이주쓰다이가쿠[*])은 오사카부 미나미카와치군 가난정에 위치한 일본의 사립 대학이다. 1957년에 설립되었다. 일본에서 유일한 국립 미술 대학 협회 (AICAD)의 해외 가맹 대학이며, 서일본에서 종합 예술 대학으로는 최대 규모의 대학이다.